# Zaak van de Groene Fiets

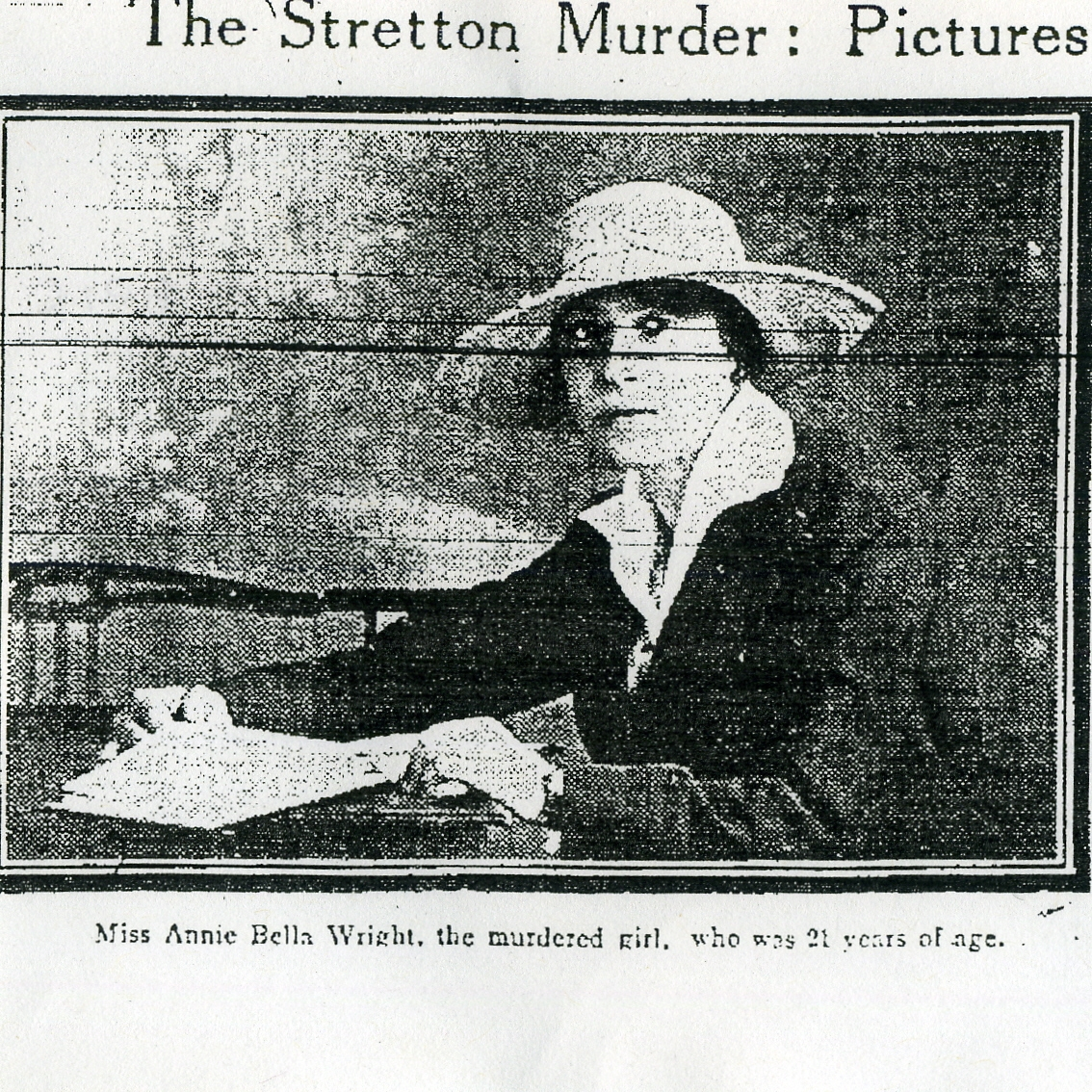
Het slachtoffer, Annie Bella Wright, in een krantenartikel dat kort na haar moord verscheen (Leicester Mercury, 8 juli 1919).

The Green Bicycle Case, oftewel de zaak van de groene fiets, is een onopgeloste, Britse moordzaak en een daaropvolgende rechtszaak. De zaak heeft betrekking op een dodelijke schietpartij nabij het dorp Little Stretton, Leicestershire op 5 juli 1919 waarbij Bella Wright omkwam. Wright werd gedood met een enkele schotwond in het gezicht. De zaak heeft deze naam gekregen omdat Wright op de avond van haar overlijden voor het laatst levend werd gezien in het gezelschap van een man op een opvallende, groene fiets.
Ronald Light, een 33-jarige wiskundeleraar aan een kostschool in Cheltenham, werd de hoofdverdachte in de moordzaak. Light had niet gereageerd op de herhaaldelijke oproepen in de media om een man op de groene fiets op te sporen. Na de dood van Wright demonteerde Light zijn groene fiets van het merk BSA en gooide die samen met zijn revolverholster in een kanaal. Na zijn arrestatie ontkende Light in eerste instantie elke betrokkenheid. Later, toen hij werd geconfronteerd met getuigen, gaf hij toe dat hij kort voor haar dood inderdaad in het gezelschap van Wright was geweest. Hij bleef consequent ontkennen dat hij het slachtoffer had vermoord. Hij werd voor de rechtbank verdedigd door Sir Edward Marshall Hall KC, die zijn verdediging grotendeels baseerde op het ontbreken van een motief voor de dood van Wright. Marshall Hall kreeg de vrijspraak van Light.
De zaak zou een van de meest controversiële moordzaken van de 20e eeuw in het Verenigd Koninkrijk blijken te zijn, met uiteenlopende meningen onder auteurs over de schuld van Light, het werkelijke motief achter een misdaad, en de mogelijkheid dat de revolver wellicht per ongeluk is afgegaan. De zaak werd onder meer beschreven als: "Het meest fascinerende moordmysterie van de eeuw."

## Bella Wright
Annie Bella Wright werd geboren op 14 juli 1897 in Somerby, Leicestershire. Ze was de oudste van zeven kinderen van Kenus Emblin Wright, een ongeletterde landarbeider en zijn vrouw, Mary Ann Beaver. Het gezin woonde ongeveer sinds 1895 in een huisje met rieten dak in het dorp Stoughton, Leicestershire, vier mijl buiten Leicester. Het huis van Wright en haar familie staat er nog steeds.
Wright was tot haar twaalfde naar school gegaan, waarna ze aan het werk ging als huishoudster. Ze kreeg vervolgens een baan bij Bates & Co.'s St Mary's Mills, een rubberfabriek in Leicester, ongeveer vijf mijl van huis. Ze ging regelmatig op haar fiets naar haar werk. Op het moment van haar overlijden werkte ze in de avondploeg in de fabriek. Bella stond erom bekend dat ze regelmatig in de namiddag tussen de dorpen en gehuchten rond Little Stretton fietste om boodschappen te doen of kennissen te bezoeken.
Ten tijde van haar dood was Wright, beschreven als een meisje met een goed karakter, verloofd met Archie Ward, een stoker van de Royal Navy, die op HMS Diadem diende - een opleidingsschip in Portsmouth. Het is bekend dat ze ten minste één andere vrijer heeft gehad, en haar moeder vertelde over een officier die verliefd op haar was geworden. Dit kan Ronald Light zijn geweest, hoewel hij deze veronderstelling in de rechtbank ontkende.

## Ronald Light

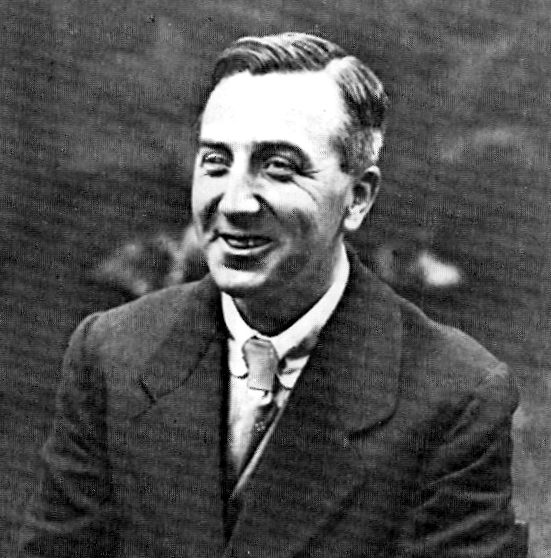
De beschuldigde, Ronald Light, na zijn vrijspraak in 1920

Ronald Vivian Light werd geboren op 19 oktober 1885. Hij was de zoon van een rijke ingenieur die een kolenmijn in Coalville beheerde.
Volgens de aanklager werd Light in 1902, op 17-jarige leeftijd, van de vermaarde Oakham School gestuurd omdat hij "de kleren van een klein meisje over haar hoofd had getrokken". In dezelfde brief staat dat hij had geprobeerd een 15-jarig meisje te verleiden en had toegegeven dat hij "ongepast gedrag" had vertoond met een 8-jarig meisje.
Light studeerde aan de Universiteit van Birmingham, waar hij een diploma haalde als civiel ingenieur. Hij ging in november 1906 als tekenaar aan het werk bij de Midland Railway. Light zou in augustus 1914 bij dit bedrijf worden ontslagen op verdenking van het stichten van brand in een kast en het tekenen van onfatsoenlijke graffiti in een toilet. Light werd later ontslagen bij een boerderij op beschuldiging van het in brand steken van hooibergen.
In mei 1910 kocht Light een groene BSA-vouwfiets van Orton Bros. in Derby. Deze fiets had een opvallende groene kleur, met een ongebruikelijke terugtraprem. Ongeveer in dezelfde periode werd hij lid van het legeronderdeel van de Royal Engineers in Buxton.
Na het uitbreken van de Eerste Wereldoorlog volgde Light een opleiding in Chatham, Newark en Ripon. Hij werd in februari 1915 aangesteld als tweede luitenant, voordat hij werd ingezet aan het westelijk front. Light deed op 1 juli 1916 afstand van zijn opdracht bij de Royal Engineers op voorstel van zijn commandant. Hij keerde terug naar de gelederen als schutter bij de Honourable Artillery Company. In 1917 werd hij voor de krijgsraad gebracht wegens het vervalsen van verplaatsingsopdrachten. Na drie jaar actieve dienst werd Light geclassificeerd als lijdend aan ernstige shellshock en gedeeltelijke doofheid en teruggestuurd naar Engeland om een psychiatrische behandeling te ondergaan.
Na herstel in verschillende legerziekenhuizen in Engeland, keerde Light terug om bij zijn moeder in Highfield Street, Leicester, te wonen. Hij werd gedemobiliseerd in januari 1919 en zou later beweren als "een gebroken man naar huis te zijn gestuurd".
Op 21 september 1916 stierf de vader van Light bij een ogenschijnlijk ongeval, hoewel het mogelijk zelfmoord was veroorzaakt door bezorgdheid over de veiligheid van zijn zoon aan het westelijk front.

## 5 juli 1919
Wright en Light ontmoetten elkaar toevallig op 5 juli 1919 rond 18.45 uur toen Wright op haar fiets naar het dorp Gaulby reed, waar haar oom George Measures woonde. Volgens de getuigenis van Light tijdens zijn proces, zag hij terwijl hij op zijn fiets reed naar het kruispunt waar Gaulby Lane Houghton Lane kruist, een jonge vrouw die zich over haar fiets boog, en hem vroeg of hij een sleutel had om een wiel vast te draaien. Dat had hij niet, maar deed wat hij kon om het probleem op te lossen.
Nadat hij had vernomen dat Wright naar Gaulby ging, bood Light aan haar te vergezellen wat ze accepteerde. Light vergezelde Wright naar het huisje van haar oom in het nabijgelegen Gaulby. Onderweg werden de twee door verschillende onafhankelijke getuigen gezien. De oom liet de agenten later weten dat hij noch het uiterlijk, noch de maniertjes van Light leuk vond, en dat zijn nichtje hem had verteld dat ze deze persoon pas die avond had ontmoet. Ze hoopte dat hij zonder haar zou vertrekken, maar hij bleef buiten het pand op haar staan wachten. De twee reden rond 20.50 uur weg van het huisje van Measures. Volgens de getuigenis van Light, liet Wright hem vlak voor een kruising voorbij King's Norton weten dat ze afscheid van hem zou moeten nemen, aangezien haar beoogde route naar links was. Hij beweerde daarna rechtstreeks te zijn terug gegaan naar Leicester via Stoughton en Evington.

### Ontdekking
Ongeveer dertig minuten nadat Wright en Light waren weggereden van het huis van Measures, werd het lichaam van Wright gevonden op Gartree Road, door een boer genaamd Joseph Cowell. Haar lichaam werd ontdekt naast haar fiets. Haar gezicht was bebloed, met diepe groeven zichtbaar op haar wangen en kaak. Cowell was in de veronderstelling dat het meisje door een automobilist van de weg was gereden. Hij begaf zich naar het nabijgelegen Great Glen om zijn ontdekking te melden aan de plaatselijke politieagent, Constable Alfred Hall, die een dokter in Billesdon belde. Toen dokter Williams arriveerde, gaf hij instructies om het lichaam van het meisje te verplaatsen naar een nabijgelegen leegstaand huis op een kar van Cowell.
Ter plaatse vond Hall wat hij later beschreef als "bloedvlekken op de bovenste balk van de weidepoort", hoewel hij aan geen van beide kanten van de poort menselijke voetafdrukken ontdekte. Niettemin werd een dode zwarte kraai ontdekt in een veld dicht bij deze poort.
Hoewel de dokter had ingestemd met Cowells veronderstelling dat ze was omgekomen bij een eenvoudig fietsongeval, deed Hall de volgende ochtend grondig onderzoek op de plaats waar het lichaam was ontdekt. Er werd een .455-kaliber kogel gevonden op 17 voet (5,2 m) van waar het lichaam van Wright had gelegen, enigszins ingebed in de grond door de afdruk van de hoef van een paard. Hij ging naar het leegstaande huis en waste het gestolde bloed van het gezicht van het lijk, en vond een enkele ingangswond onder het linkeroog. Op de hoogte gebracht van de ontdekking van Hall, voerden dr. Williams en een andere arts een volledige autopsie uit op het lichaam, waarbij ze ontdekten dat het slachtoffer eenmaal onder het linkeroog was neergeschoten op een afstand van zes tot zeven voet en dat de kogel aan de achterkant haar schedel had verlaten.
Het dode meisje werd door familieleden geïdentificeerd als Bella Wright. Een gerechtelijk onderzoek naar haar dood leverde een vonnis op van moord door onbekende persoon of personen.

## Onderzoek
Uit politieonderzoek bleek dat behalve Wright en haar metgezel niemand in de buurt van Gartree Road was geweest op het moment van haar overlijden. Aangezien verschillende mensen de rijdende metgezel hadden gezien, konden onderzoekers een gedetailleerde beschrijving krijgen van deze persoon. De korpschef van de politie van Leicestershire deed een oproep in zowel de lokale als de nationale pers en drong er bij deze man op aan naar voren te komen en hen te helpen met hun onderzoek. Deze beroepen bleken echter niet succesvol.
Ook controles van panden waar fietsen werden gekocht, verkocht of gerepareerd voor de kenmerkende groene fiets mislukten. Maar op 10 juli informeerde een fietsenmaker genaamd Harry Cox de politie dat hij de vorige dag een fiets had gerepareerd die overeenkwam met de beschrijving. Cox informeerde de politie ook dat de man die op deze fiets reed tegen hem had gezegd dat hij van plan was om diezelfde dag "een ritje door het land" te maken.
Light zou later beweren niet op de hoogte te zijn geweest van de dood van Wright totdat hij op 8 juli een artikel in de Leicester Mercury had gelezen. Volgens zijn verklaring realiseerde hij zich in welke hachelijke situatie hij zich nu bevond, en maakte hij zich 'enige tijd' zorgen over de zaak voordat hij besloot om niets anders te doen dan zijn fiets van de plek waar hij hem normaal opsloeg naar de zolder te brengen. Hij beweerde dat hij niet naar voren was gekomen als reactie op de oproepen van de politie en de media om zijn zieke moeder niet ongerust te maken. In oktober 1919 haalde Light echter zijn fiets van zolder en vijlde de serienummers van het frame. Hij nam de fiets mee naar de Upperton Road Bridge in Leicester, waar hij eerst het achterwiel losmaakte (omdat de machine een kenmerkende terugtraprem had), en vervolgens de fiets demonteerde. Alle onderdelen - behalve het achterwiel met terugtraprem - werden in de rivier de Soar geworpen. Een arbeider genaamd Samuel Holland, die naar zijn nachtdienst in een nabijgelegen molen liep, was hiervan getuige.

### Vondst van de fiets
Op 23 februari 1920 leidde ene Enoch Whitehouse een door paarden getrokken schuit, beladen met kolen, langs de rivier de Soar. De sleepkabel van de schuit bleef aan het frame van de groene fiets haken, waardoor deze aan de oppervlakte kwam. Whitehouse informeerde de politie en er werd besloten om het kanaal te dreggen, waarbij andere onderdelen van de fiets werden ontdekt. Onderzoekers van het frame van de fiets ontdekten dat hoewel het serienummer van zowel het frame als de zadelpen was gevijld en de merknaam BSA van de vork was gevijld, er nog steeds een vaag serienummer zichtbaar was op de voorvork. Navraag bij bedrijven die fietsen kochten, verkochten of anderszins repareerden, wees uit dat deze fiets negen jaar eerder door Light was gekocht.

### Arrestatie
Light werd op 4 maart 1920 gearresteerd op de Dean Close School in Cheltenham, waar hij sinds twee maanden als docent wiskunde werkte. Hij werd naar Leicestershire gebracht om te worden beschuldigd van de moord op Wright.
Aanvankelijk ontkende Light op 5 juli in of nabij Gaulby te zijn geweest of Wright op die datum te hebben ontmoet. Hij ontkende aanvankelijk ook ooit een groene fiets te hebben gehad, maar nadat hij op de hoogte was gebracht van het resterende serienummer op de vork, beweerde hij deze jaren eerder te hebben verkocht aan een persoon wiens naam hij zich niet meer kon herinneren. Desalniettemin werd hij door ooggetuigen geïdentificeerd als de persoon die naast Wright had gereden op de avond van haar dood, ook door haar oom. Cox identificeerde Light ook tijdens een politie line-up als de eigenaar van de groene fiets. De meid van zijn moeder, Mary Elizabeth Webb, liet de onderzoekers weten dat Light op 5 juli pas rond 22.00 uur naar huis was teruggekeerd, bewerend dat zijn fiets kapot was gegaan en dat hij hem naar huis had moeten duwen. Hij had ook alle kleding die hij die dag had gedragen verkocht of vernietigd.
Op 19 maart werden aanvullende bewijsstukken gevonden in het kanaal: een legerpistoolholster, onomstotelijk geïdentificeerd als afgegeven aan Light, en een dozijn ongebruikte .455-kaliber kogels, precies overeenkomend met de gebruikte kogel van de plaats delict.

## Strafproces
Het proces tegen Ronald Light begon op 8 juni 1920 in Leicester Castle. Hij pleitte onschuldig. De bewering van de aanklager was dat Wright om onbekende redenen anderhalve kilometer ten westen van Gaulby voor Light was gevlucht, in paniek was geraakt en naar het zuiden was gereden op een weggetje dat een mogelijke route naar huis was, maar niet de kortste. Light nam een alternatieve route met de bedoeling haar in een hinderlaag te lokken en lag op de loer bij een poort waar hij haar neerschoot voordat hij vluchtte. Om deze bewering te ondersteunen, werden ooggetuigen en andere personen opgeroepen om te getuigen dat ze Light hadden gezien in het gezelschap van Wright op de avond van haar moord, dat hij eigenaar was van de fiets, en zijn latere pogingen om zowel identificatietekens op zijn fiets te verwijderen, als het zich ontdoen van de fiets, de revolverholster en ongebruikte kogels van hetzelfde kaliber als de kogel die werd gebruikt om Wright in de River Soar te doden in een duidelijke poging om fysiek bewijs dat hem in verband brengt met de moord te verbergen. Bovendien had Light na zijn arrestatie de politie talloze leugens verteld totdat hij werd geconfronteerd met bewijs of inconsistenties in zijn beweringen.
Twee tienermeisjes getuigden dat ongeveer drie uur voordat Light Wright had ontmoet, hij hen had lastiggevallen toen ze op hun fiets reden in de buurt van de plek waar later Wright's lichaam werd gevonden. Deze verklaringen mochten echter niet worden gebruikt voor de instructies van de jury.
Op zijn eigen aandringen en op advies van zijn advocaat koos Light ervoor om te getuigen voor zijn eigen verdediging. In zijn getuigenis gedroeg Light zich op een welbespraakte manier. Hij gaf grif toe dat hij bij zijn arrestatie tegen de politie had gelogen, voordat hij in wezen alles wat de getuigen tijdens zijn proces hadden verklaard erkende, behalve zijn bezit van de dienstrevolver en de moord op Wright, waarbij hij beweerde dat ze op een kruispunt dicht bij King's Norton uit elkaar waren gegaan, kort nadat ze het huisje van haar oom in zijn gezelschap had verlaten.
Bij kruisverhoor gaf Light toe dat de holster, kogels en fiets die uit het kanaal waren gehaald inderdaad van hem waren, maar beweerde dat hij deze items in "paniek" had weggegooid, na het lezen van de berichtgeving in de pers over de moord op Wright, en wijzend op de consensus van het grote publiek en de media dat de man die naast haar op een groene fiets zag rijden, verantwoordelijk was voor haar dood. Hij gaf toe dat hij als officier in het leger een Webley Scott-revolver had gehad; hij beweerde echter dat hij, toen hij in het buitenland was geplaatst, de revolver had meegenomen, maar niet de holster, en dat toen hij een slachtoffer was geworden, al zijn bezittingen waren achtergelaten in een opruimstation voor slachtoffers in Frankrijk in 1918. Over het algemeen kon Light's versie van de gebeurtenissen, zoals hij ze aan de rechtbank presenteerde, niet in enig detail worden tegengesproken of weerlegd. Ondanks dat hij vijf uur aan kruisverhoor werd onderworpen, sprak hij zichzelf geen enkele keer tegen.
Hoewel hij toegaf dat de aanklager voldoende indirect bewijs had geleverd waaruit bleek dat Light inderdaad kort voor haar dood in het gezelschap van Wright was geweest, benadrukte Marshall Hall tegenover de jury dat zijn cliënt vrijelijk de waarheid van hun getuigenis toegaf, voordat hij benadrukte dat er geen motief was voor zijn cliënt om Wright te doden, eraan toevoegend dat de twee elkaar niet kenden vóór hun toevallige ontmoeting op de avond van haar dood en dat ze niet was beroofd, aangevallen of onderworpen aan enige vorm van aanranding.
Marshall Hall beperkte zijn eigen onderzoek van Light grotendeels tot technische zaken. Hij zette ook vraagtekens bij de getuigenis van de getuige-deskundige op het gebied van ballistiek, de wapensmid Henry Clarke uit Leicester, die had verklaard dat de kogel die Wright doodde schade had opgelopen die mogelijk was veroorzaakt door een afketsing en dat de kogel net zo goed afkomstig kunnen zijn geweest van een geweer als van een revolver. Zo zou een verdwaald schot van een afstand afgevuurd door een ander individu Wright kunnen hebben gedood door een tegenslag. Marshall Hall voerde ook aan dat een persoon die van dichtbij met een dienstrevolver was neergeschoten, veel grotere schade aan zijn gezicht zou hebben opgelopen, terwijl Wright slechts een kleine ingangswond onder haar linkeroog en een grotere uitgangswond aan de rechterkant van haar hoofd had. Op deze bewering antwoordde Clarke: "Het hangt af van de snelheid." Marshall Hall voerde aan dat dit alternatieve scenario een meer waarschijnlijke verklaring was voor de dood van Wright. De jury beraadslaagde drie uur voordat ze een vonnis van niet schuldig uitsprak, dat door veel aanwezige toeschouwers werd toegejuicht.

## Nasleep
Wright werd op 11 juli 1919 begraven op het kerkhof van St. Mary and All Saints in Stoughton.
Light keerde na zijn vrijspraak terug naar zijn moeder in Leicester, waar hij aanvankelijk een teruggetrokken leven leidde. Een tijdlang nam hij de naam "Leonard Estelle" aan. Hij kreeg in december 1920 een boete omdat hij zich onder een valse naam had ingeschreven in een hotel waar hij met een vrouw had gelogeerd. Tegen 1928 woonde Light in Leysdown-on-Sea op het eiland Sheppey, Kent. In 1934 trouwde hij met de weduwe Lilian Lester.
Ronald Light stierf op 15 mei 1975 op 89-jarige leeftijd. Zijn lichaam werd gecremeerd in het Charing Crematorium, nabij Ashford, en zijn as werd verstrooid in de Garden of Remembrance van het crematorium. Light had zelf geen kinderen; zijn stiefdochter had pas na zijn dood enig idee van Light's proces en vrijspraak.
Met steun van British Cycling organiseert de gemeenteraad van Leicester jaarlijks een fietstocht, waarin de zaak wordt nagespeeld. Deelnemers bezoeken belangrijke locaties die relevant zijn voor de gebeurtenissen van 5 juli 1919 en het politieonderzoek voordat ze doorgaan naar Leicester Castle, waar delen van het proces van Light worden nagespeeld.
Na de vrijspraak van Light hing zijn groene fiets tientallen jaren aan de muur van een fietsenwinkel in Evington. Op een veiling van Christie's in 1987 kocht een anonieme bieder Light's kogels en holster voor $ 6.000.
De meningen onder criminologen en schrijvers lopen uiteen over zowel Light's schuld of onschuld van de moord op Wright als over de feitelijke omstandigheden rond haar dood. Bijvoorbeeld, in zijn boek The Green Bicycle Case uit 1930, beweert auteur Herbert R. Wakefield dat Light onschuldig was aan de dood van Wright, terwijl schrijfster Christine Wendy East in haar boek The Green Bicycle Murder uit 1993 concludeert dat Light schuldig was aan de aanklacht, eraan toevoegend dat de hedendaagse klassenstructuur - plus een zekere mate van sympathie die Light in zijn procesgetuigenis van de jury had gekregen - een belangrijke rol had gespeeld bij zijn vrijspraak. Andere schrijvers hebben opvattingen en vermoedens naar voren gebracht met betrekking tot de dood van Wright, inclusief de mogelijkheid dat Light Wright per ongeluk heeft gedood terwijl hij haar zijn dienstrevolver liet zien die per ongeluk afging, of dat ze door iemand anders werd gedood. Deze theorie van onopzettelijk doden wordt ondersteund door een notitie die zogenaamd is geschreven door de hoofdinspecteur van politie van Leicester, Levi Bowley, drie dagen na de vrijspraak van Light. Hierin wordt beweerd dat Light, terwijl hij in de gevangenis zat in afwachting van zijn proces, het scenario van overlijden door een ongeval aan Bowley bekende. De authenticiteit van deze notitie is in twijfel getrokken.